# Портрет Эмилии Флёге
«Портрет Эмилии Флёге» (нем. Bildnis Emilie Flöge) — картина австрийского художника Густава Климта, портрет его ближайшей подруги, датированный 1902 годом, но в действительности законченный в 1904 году. По словам художественного критика Людвига Хевеши, увидевшего ещё не законченную работу Климта на XVIII выставке Венского сецессиона в 1903 году, портрет «явился как будто из синецветного мира майолики и мозаики», а дама на нём выглядела в синем, зелёном и золотом «японизирующей и фаянсирующей». Хранится в Музее города Вены.
На вытянутом вертикально полотне вполоборота изображена молодая и уверенная в себе женщина в неприталенном «реформенном платье» переливающихся глубокого синего и бирюзового цветов, в котором хотя и угадывается её стройная фигура, но контуры тела скрыты. Орнамент ткани платья состоит из белых точек, золотых кружков и квадратиков и чёрных спиралей. Некоторые эксперты в области истории моды считают, что наряд Эмилии не обнаруживает модных тенденций того времени. Эмилия находится в неопределённом пространстве, серые, зелёные и розовые цветовые поверхности фона напоминают мягкую мебель и придают картине удивительную глубину. Левая рука Эмилии лежит на талии, правая спокойно опущена вдоль тела. Обращённое к зрителю лицо Эмилии открыто, но его выражение отстранённое и даже бескомпромиссное. За головой женщины до верхнего края картины поднимается платок, воротник или веер, который в своём орнаментальном исполнении кажется нимбом на современный лад. На Эмилии нет драгоценностей, хотя Климт дарил ей украшения производства «Венских мастерских». Увлечённый азиатским искусством художник оформил подпись в правом углу картины в виде китайской печати.
Необычным для Климта является фон портрета, контрастирующий с субтильным и детально проработанным платьем. Климт поместил Эмилию в пустое пространство, которое тем не менее оставляет впечатление глубины и приземлённости. Учитывая, насколько близкими были отношения между художником и моделью, портрет вызывает неоднозначные чувства. Эмилия Флёге выглядит на портрете бесполым существом, как минимум андрогином, профессиональной манекенщицей на работе. Возможно, что именно близость Климта и Флёге затмила его острый взгляд и обуздала его обычно заметный в портретах темперамент. К портрету Эмилии Флёге не сохранилось ни одного эскиза. О том, что портрет не понравился Эмилии, нет свидетельств. Портрет Эмилии Флёге участвовал в выставках сецессионистов ещё в 1904 году, и тогда же Климт получил предложение продать его для государственной картинной галереи и дал своё принципиальное согласие. Картина участвовала в Венской художественной выставке 1908 года и там была приобретена Музеем города Вены за 12 тыс. крон. «Сегодня я тебя „толкну“, в смысле „получу деньги“», — писал Климт Эмилии 6 июля.